# National Labor Board
Le National Labor Board ou NLB (« Conseil syndical national ») est une agence gouvernementale américaine créée le 5 août 1933 dans le cadre du New Deal de Franklin D. Roosevelt afin de gérer les revendications syndicales liées au National Industrial Recovery Act signé la même année. 
Du fait des protections octroyées par la section 7 du NIRA, reprises par la suite dans le Wagner Act, le mouvement syndicaliste américain (American Labor Movement) prit de l'ampleur, jusqu'aux grèves qui frappèrent le pays en août 1933.
Le bureau fut dissous en 1934 et remplacer par le National Labor Relations Board.